# Rolga
Rolga est une commune rurale située dans le département de Zimtenga de la province de Bam dans la région Centre-Nord au Burkina Faso. En 2006, la ville comptait 487 habitants dont 51,7% de femmes.